# Kó Arima
Kó Arima (* 22. srpen 1917) je bývalý japonský fotbalista.

## Klubová kariéra
Hrával za Sankyo Pharmaceuticals.

## Reprezentační kariéra
Kó Arima odehrál za japonský národní tým v roce 1951 celkem 3 reprezentačních utkání.

## Statistiky
| Japonsko | Japonsko | Japonsko |
| Roky     | Záp.     | Góly     |
| -------- | -------- | -------- |
| 1951     | 3        | 0        |
| Celkem   | 3        | 0        |